# Hana Soukupová (redaktorka)
Hana Soukupová (*1. srpna 1960, Ústí nad Labem) je česká redaktorka, etnografka, rozhlasová dokumentaristka, autorka.

## Život
PhDr. Hana Soukupová se narodila jako Hana Fišerová v Ústí nad Labem 1. srpna 1960. Po maturitě vystudovala národopis na Filozofické fakultě Univerzity Karlovy v Praze. Po ukončení studia v roce 1984, na jehož závěru obhájila i titul PhDr., zůstala rok na katedře a věnovala se problematice lidové četby 19. století. Po přestěhování do Českých Budějovic pracovala do roku 1990 v Jihočeské vědecké knihovně v oddělení regionální literatury na pozici odborné knihovnice. Prvním sňatkem získala příjmení Krejčová, druhým sňatkem Soukupová. Publikovala pod oběma příjmeními. Je členkou Národopisné společnosti a členkou Asociace muzeí a galerií.

### Rozhlasová a literární redaktorka a dokumentaristka
Po konkurzu nastoupila v roce 1991 do krajského studia Českého rozhlasu v Českých Budějovicích jako literární redaktorka. Byla autorkou pořadů z literární historie, kulturně-publicistických pořadů a natáčela pořady o zajímavých lidech z jihočeského regionu, které byly vysílány i na celostátním vysílání. Pro Český rozhlas Vltava a další celostátní stanice připravila řadu literárních, publicistických a komponovaných pořadů. Své vzdělání etnografky pak plně uplatnila zejména u projektů Krajané. Pro celoplošné stanice připravovala Četby na pokračování. V cyklu Putnův jihočeský literární místopis představila, ve dvou řadách po 52 dílech, regionální literaturu pohledem pražského vědce a pedagoga spojeného s jihočeským regionem. Její série pořadů Šťastné domy (2004) a Jihočeské soukromé zámečky (2006) zaujala v novinářské soutěži Prix non pereant. Byla členkou Sdružení pro rozhlasovou tvorbu, pracovala ve výkonném výboru. Publikuje v regionálním tisku i celostátních časopisech, např. Vítaný host, Interview, Xantypa, i v internetových periodikách. Příležitostně moderuje pořady v kulturních institucích, pro které též připravuje podcasty nebo celé podcastové řady.

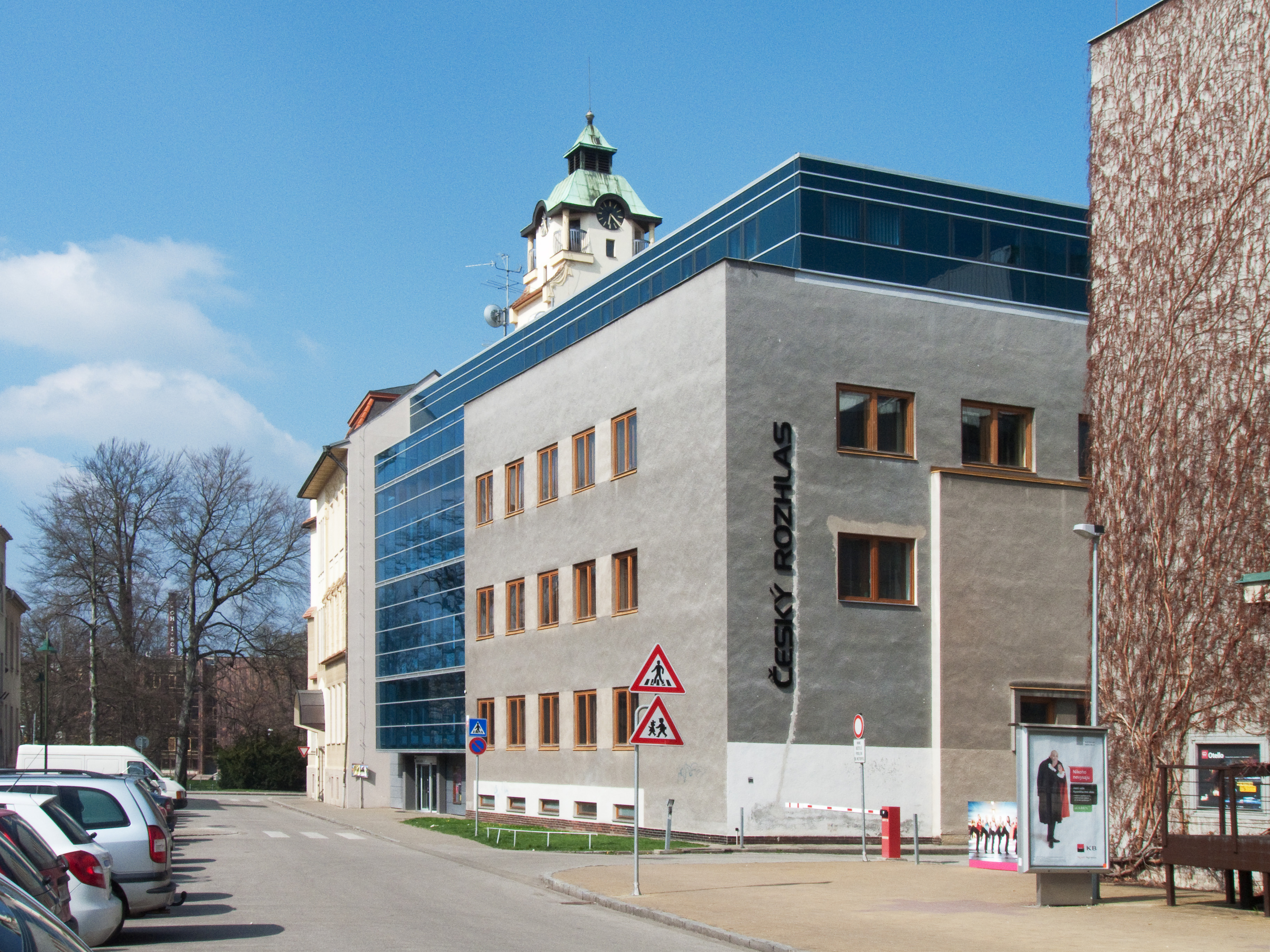
Budova Českého rozhlasu v Českých Budějovicích

### Ocenění rozhlasové práce - výběr
Mezinárodní přehlídka Prix Bohemia Radio:
- 1997, Národní cena za pořad Černobílé děti
- 1999, Hlavní cena za pořad Češi v Banátě
- 2004, Hlavní cena za pořad 10 let Arpidy
- 2004, Čestné uznání za pořad Posle rata
- 2007, 1. cena v kategorii literatura v proměnách rozhlasových žánrů za literární dokument Jan Karafiát, spisovatel Broučků

Report, celostátní publicistická a dokumentární soutěž
- 1995, 2. cena za pořad Nedbají na nás
- 1997, 1. cena za pořad Starosti řádných občanů
- 1998, 2. cena za pořad Tisové údolí
- 2000, 2. cena za pořad Cesta A. Fürstové
- 2001, 2. cena za pořad Cesta JIřího Wolfa
- 2006, 2. cena za pořad Fotoateliér Šechtl – příběh pěti generací
- 2006, 3. cena za pořad Svět loutek paní Navrátilové
- 2008, 3. cena za pořad Příběh Jakuba Hrona

Ostatní
- 2009, 1 a 2 cena Zdeňka Boučka za originalitu za pořad Cesta z mlčení[5]
- 2011, 2011, 1. cena v kategorii rádio (za dokument Davídek) od Nadace Konráda Adenauera

### Etnografka a porotkyně
- V letech 2017 až 2022 pracovala jako etnografka v Jihočeském muzeu v Českých Budějovicích, kde byla spoluautorkou nové stálé národopisné expozice.[3] Za tuto expozici přírodovědy, národopisu a archeologie získalo Jihočeské muzeum v roce 2019 první místo v soutěži Gloria Musaealis v kategorii Muzejní výstava roku.[6]
- V letech 2014 až 2016 se podílela na hodnocení knih v kategorii próza výročních cen Magnesia litera
- Členka poroty pro českojazyčné knihy literárního festivalu Šumava litera[7]
- Členka poroty Ceny Jaroslava Seiferta[8]

## Dílo

### Audioknihy - výběr
- 2008 Alois Jirásek: Staré pověsti české
- 2010 Věra Nosková: Bereme co je
- 2012 Jaroslav Havlíček: Petrolejové lampy
- 2013 Jiří Hájíček: Rybí krev
- 2014 Božena Němcová: Babička

### Autorka - výběr
- KREJČOVÁ, Hana. Čtení ze starých kalendářů. Kalendáře lidového čtení z 19. století jako pramen jihočeské etnografie: Sborníček prací členů Národopisného kroužku při Jihočeském muzeu. Číslo XLVII. České Budějovice: Jihočeské muzeum, 1987. 29 s.
- KREJČOVÁ, Hana (úvod). Pašijová hra z Hořic na Šumavě ( z německého originálu přeložila Alice JEDLIČKOVÁ). V Českých Budějovicích: Jihočeské muzeum, 1990. 48 s.
- SOUKUPOVÁ, Hana. Čekání na ministra v Rovensku: po proudu Dunaje - proti proudu času: oživlé Ladovy obrázky. In: Českobudějovické listy. 1995, 4(132), s. 11.
- MAREŠ, Štěpán. KREJČOVÁ, Hana. Sny. České Budějovice: Agentura eF, 1996. 50 s.
- SOUKUPOVÁ, Hana. Prožívat několik životů: autentická svědectví z pěstounských rodin. Drahotěšice: Společnost otevřená rodina, 2000. 60 stran.
- SOUKUPOVÁ, Hana. S jihočeským rádiem za krajany do Chorvatska: expedice. In: Českobudějovické listy. 2001, 10(131), s. 11
- SOUKUPOVÁ, Hana. Alespoň jeden den v roce si hrát!. In: Českobudějovické listy. 2002, 11(52), s. 8.
- SOUKUPOVÁ, Hana. Urzidilovy šumavské povídky a eseje. In: Týdeník Rozhlas. 2006, 16(13), s. 4.
- SOUKUPOVÁ, Hana. Prožívat několik životů: deset let v osudech pěstounských rodin. Vyd.1. Drahotěšice: Společnost Otevřená rodina, 2008. 134 s ISBN 978-80-254-2191-8
- SOUKUPOVÁ, Hana, PELLAR, Rudolf. Nejdřív se musíte narodit: Osudy. Praha, Radioservis 2008. ISBN 978-80-86212-88-3
- SOUKUPOVÁ, Hana. Bereme, co je - kniha spisovatelky Věry Noskové má strakonické kořeny. In: Českobudějovický deník. 2012, 192, s. 10.
- SOUKUPOVÁ, Hana. Bohumil Nuska: Jihočech na severu. In: Českobudějovický deník. 2013, 160, s. 5.
- SOUKUPOVÁ, Hana. Divadelní vzpomínky Eduarda Váni. In: Českobudějovický deník. 2014, 131, s. 17.
- SOUKUPOVÁ, Hana. Jihočech s italským srdcem . In: Českobudějovický deník 2015, 112, s.20.
- Jihočeši (rodem či osudem): Příběhy osobností spjatých s Jihočeským krajem. V Praze: Radioservis 2015. ISBN 978-80-87530-52-8
- SOUKUPOVÁ, Hana. Putování s Kohoutím křížem. In: Týdeník Rozhlas. 2018, 28(32), s. 9.
- SOUKUPOVÁ, Hana. BECHER, Peter. Bolestná touha po harmonii: s Peterem Becherem nad životopisem Adalberta Stiftera. In: Literární noviny. 2020, 2, s. 16-17.
- SOUKUPOVÁ, Hana: Na cestách... za zázrakem, dobrodružstvím, poznáním, prací či lepším životem. In: Výběr 2024, roč.61 č.1. strany 76-78. ISSN 1212-0596